# Джеб-аль-Джерах (нохія)
Джеб-аль-Джерах (араб. ناحية جب الجراح) — нохія у Сирії, що входить до складу району Аль-Мухаррам провінції Хомс. Адміністративний центр — м. Джеб-аль-Джерах.
| Сирія | Це незавершена стаття з географії Сирії. Ви можете допомогти проєкту, виправивши або дописавши її. |